# 10027 Perozzi
10027 Perozzi (1981 FL) là một tiểu hành tinh vành đai chính được phát hiện ngày 30 tháng 3 năm 1981 bởi Edward L. G. Bowell ở trạm Anderson Mesa thuộc Đài thiên văn Lowell. Nó được đặt theo tên Ettore Perozzi, một nhà thiên văn học Ý.